# Малуер
Малуер (на английски: malware – malicious и software, други изрази: зловреден софтуер, злонамерен софтуер, опасен софтуер) се използва като събирателен термин за различни видове софтуер, предназначен да повреди, наруши функционирането, открадне, разруши или като цяло да извърши негативни и нелегитимни действия в рамките на компютърни системи.
Съществуват различни видове зловреден софтуер, които се различават по начинът, по който проникват в компютърните системи и се разпространяват в тях. Това може да стане чрез програми или файлове, в които е включен зловреден код или скрипт. Други се инсталират, като използват уязвимости в използваната операционна система, мрежовите устройства, антивирусните програми или други програми като уеб браузърите, при което е необходимо потребителят само да посети определена уеб страница. По-голямата част от случаите на инсталиране на зловреден софтуер в компютърните системи се дължи на действия на потребителите, които посещават уеб страници с нелегитимно съдържание, отварят приложения към имейли от непознати податели или свалят файлове от Интернет.
Някои от по-често срещаните видове зловреден софтуер са така наречените вируси, червеи, троянски коне, задни врати, ботове, адуер, рууткит, спайуер и други. Щетите, които могат да нанесат, варират от появяване на нежелани рекламни материали по време на сърфиране в Интернет, кражба на лични данни, унищожаване на информация, забавяне или цялостно блокиране на работата на заразената компютърна система.
Малуерът не може да нанесе физически щети на компютри или мрежово оборудване, но може да повреди информацията или програмите до степен те да не могат да функционират. Такъв е вирусът Чернобил, който се появява през 1998 година и нанася поражения върху данни от BIOS на компютъра, което прави невъзможно неговото стартиране.

## Често срещани видове

### Вируси
Компютърен вирус е опасен софтуер, който се разпространява, като вмъква свои копия и става част от други програми. Разпространява се от един компютър на друг като оставя инфектирани компютрите, през които преминава. Вирусите варират от почти безобидни до такива, които повреждат или крадат информация, забавят и дори спират работата на компютърната система, извеждат на екрана нежелано съдържание или да причинят некоректно изпълнение на някоя програма. Обикновено вирусите са прикачени към изпълним файл, поради което те могат да съществуват в една система, но да не са активни, докато потребителят не стартира заразеният или зловреден файл. Вирусите се разпространяват, когато програма или файл, към които са прикачени се пренесе от един компютър на друг през Интернет, локална мрежа, диск, имейл или друг метод за обмен на файлове.

### Червеи
Компютърните червеи (на английски: worms) са подобни на вирусите, тъй като също възпроизвеждат свои активни копия и имат подобен ефект. За разлика от вирусите обаче, които се разпространяват като бъдат пренесени от файл, червеите са самостоятелни програми, които нямат нужда от определен носител или човешка намеса, за да се разпространят. За тази цел те използват слабости в защитата на компютърните системи или някакъв вид социално инженерство, за да подведат потребителите да ги стартират. Веднъж проникнали в една система те използват връзката ѝ с други компютърни системи, за да се разпространят без допълнителна чужда намеса.

### Троянци
Троянец е друг вид опасен софтуер, наречен по името на дървения кон, който гърците използват, за да нахлуят в Троя. Троянците проникват в компютърните системи като наподобяват легитимни програми, които потребителят би искал да стартира. След като се активират, те могат да причинят множество щети на системата като изкачащи прозорци с рекламно съдържание, изтриване, повреждане или кражба на информация, а също така могат да активират и разпространят друг вид опасен софтуер като вирусите. Троянците са известни и това, че могат да създадат така наречените „задни врати“ (от английски: backdoor), които дават възможност за нелегитимен достъп до системата.
За разлика от компютърните вируси и червеи, троянците не се възпроизвеждат сами. Те се разпространяват с помощта на потребителите чрез приложения в имейли или стартиране на файлове свалени от Интернет.

### Бекдор
Бекдор (на английски: backdoor) е софтуер, който се инсталира и предлага възможност за контрол над дадената програма или целия компютър на трето лице. Задните врати не са винаги зловредни и има случаи, в които се използват за легитимни цели от оторизирани системни администратори. В повечето случаи, особено когато става въпрос за домашен компютър, задните врати са си злонамерени. Обикновено се инсталират от червеи или троянски коне. Една задна врата се състои от два компонента: сървър и клиент. Сървърът е компонентът, който се инсталира на компютъра, който ще трябва да бъде контролиран, а клиентът е компонентът, който се използва от недоброжелателната личност. Възможно е някои от вас да направят асоциация с програмите за отдалечен достъп като TeamViewer, RealVNC, UltraVNC, TightVNC, Remote Administrator и други. Асоциациите са доста точни, защото задната врата може да е малко или много сходна с този тип програми. Основната разлика е, че програмите се инсталират със знанието на потребителя, докато задните врати са потайни.

### Спайуер
Спайуер (на английски: spyware) е софтуер, който след инсталацията си започва да събира информация за системата и я изпраща, където е програмиран да я изпраща. Това може да е най-различна такава: навици за сърфиране из Интернет, лична информация за потребителя и т.н. Понякога шпионският софтуер може да има в себе си и програма за запис на клавиши. Възможни са и пренасочвания на страници в браузъра. Шпионският софтуер не се разпространява на други компютри както вирусите и червеите. Той може да бъде не особено опасен, ако записва например само посетените страници, но може и да е с много висок риск, ако записва натисканите клавиши, защото така може да се откраднат пароли на банкови сметки, електронни пощи, месинджъри, информация за кредитни карти и т.н.

### Адуер
Адуер (на английски: adware) е софтуер, който се разпространява основно с легитимни програми и предназначението му е да показва рекламни съобщения и/или банери (изображения), като по този начин да генерира печалба както за автора на рекламния софтуер, така и за автора на програмата, с която се е инсталирал той. В повечето случаи рекламният софтуер е безвреден. Досаден, но безвреден. Има и изключения обаче. Някои рекламни приложения съдържат програми за запис на клавиши, събират някаква информация и други.

### Кийлогер
Кийлогер (на английски: keylogger) е вид опасен софтуер, който следи и записва действията на потребителя през клавиатурата. Някои кийлогери могат и да правят и скрийншоти на екрана и да изпращат през Интернет мрежата записите, които правят. Основната им задача е прихващане на имена и пароли за достъп, както и на банкова информация.

### Рансъмуер
Рансъмуер (на английски: ransom – откуп) или „шифроващи вредителски програми“ шифрова информацията на заразения компютър и изнудва потребителя да му плати откуп, за да получи ключ за дешифриране.

## Защита от опасен софтуер
- Черен списък (blacklist)
  - Проактивна защита
  - Евристики (heuristics)
  - Класически HIPS
  - Базирани на политика HIPS програми
  - Блокатор по поведение (behaviour blocker)
- Бял списък (whitelist)
  - Виртуализация (virtualization)
  - Защитна стена (firewall)

Какви защитни програми има и кои са препоръчителните?
- - Антивирусни програми
  - Антималуер (anti-malware)/антиспайуер (anti-spyware) програми
  - HIPS програми
  - Базирани на политика HIPS програми
  - Блокатори по поведение (behaviour blockers)
  - Защита срещу запис на клавиши и не само (anti-(key)logging)